# Perruche de paradis
Psephotellus pulcherrimus
Espèce
Statut de conservation UICN

 EX  : Éteint
Statut CITES
Synonymes
- Psephotus pulcherrimus

La Perruche de paradis (Psephotellus pulcherrimus) est une espèce disparue d'oiseaux de la famille des Psittacidae.
La perruche de paradis fréquentait les prairies et la savane peu boisée du Queensland et du nord de la Nouvelle-Galles du Sud en Australie. Sa dernière observation date de 1927. Cinq spécimens auraient été observés en 1990 mais ceci reste controversé. L'espèce a probablement disparu à la suite de la perturbation par l'homme de son habitat (par le pâturage, l'incendie volontaire des prairies), par la chasse et par l'introduction de nouveaux prédateurs.